# ヴィクトル・フロホルト
ヴィクトル・モウ・フロホルト（Victor Mow Froholdt, 2006年2月25日 - ）は、デンマーク出身のサッカー選手。プリメイラ・リーガ・ポルト所属。デンマーク代表。ポジションはミッドフィールダー。

## クラブ経歴

### コペンハーゲン
ヴァレンスベクIFでキャリアをスタートし、2018年にコペンハーゲンに移籍した。2023年1月16日、2025年末まで契約を延長した。
2023年9月27日、デンマーク・カップ・IFリセン戦でルーニー・バルドグジとの交代で途中出場し、トップチームデビューを果たした。
2023年11月5日、ラナース戦でエリアス・アシュリとの交代で途中出場し、デンマーク・スーペルリーガデビューを果たした。
2024年7月23日、2028年夏まで契約を延長し、トップチームに昇格した。

### ポルト
2025年7月23日、ポルトに5年契約で移籍した。

## 代表経歴
2025年3月11日、デンマーク代表に初招集された。3月23日、UEFAネーションズリーグ2024-25・リーグA・ポルトガル戦でクリスティアン・ノアゴールとの交代で途中出場し、A代表デビューを果たした。

## 個人成績

### クラブ
| クラブ         | シーズン | リーグ                     | リーグ戦 | リーグ戦 | カップ戦 | カップ戦 | 国際大会 | 国際大会 | 合計 | 合計 |
| クラブ         | シーズン | リーグ                     | !出場    | 得点     | 出場     | 得点     | 出場     | 得点     | 出場 | 得点 |
| -------------- | -------- | -------------------------- | -------- | -------- | -------- | -------- | -------- | -------- | ---- | ---- |
| コペンハーゲン | 2023-24  | デンマーク・スーペルリーガ | 5        | 1        | 2        | 1        | 1        | 0        | 8    | 2    |
| コペンハーゲン | 2024-25  | デンマーク・スーペルリーガ | 30       | 3        | 7        | 0        | 16       | 3        | 53   | 6    |
| コペンハーゲン | 2025-26  | デンマーク・スーペルリーガ | 1        | 0        | 0        | 0        | 0        | 0        | 1    | 0    |
| コペンハーゲン | 通算     | 通算                       | 36       | 4        | 9        | 1        | 17       | 3        | 62   | 8    |
| ポルト         | 2025-26  | プリメイラ・リーガ         |          |          |          |          |          |          |      |      |
| 総通算         | 総通算   | 総通算                     | 36       | 4        | 9        | 1        | 17       | 3        | 62   | 8    |

### 代表
| デンマーク代表 | 国際Aマッチ | 国際Aマッチ |
| 年             | 出場        | 得点        |
| -------------- | ----------- | ----------- |
| 2025           | 2           | 0           |
| 通算           | 2           | 0           |

## タイトル

### クラブ
コペンハーゲン
- デンマーク・スーペルリーガ: 2024-25
- デンマーク・カップ: 2024-25

### 個人
- デンマーク・スーペルリーガ月間最優秀若手選手: 2025年2月[13], 2025年3月[14], 2025年5月[15]
- デンマーク・スーペルリーガ年間最優秀若手選手: 2024-25[16]
- デンマーク・スーペルリーガ年間ベストイレブン: 2024-25